# Тім Талер, або Проданий сміх
Тім Талер, або проданий сміх (нім. Timm Thaler oder Das verkaufte Lachen, 1962) — казково-філософська повість німецького письменника Джеймса Крюса. Згідно з оксфордською дитячою літературною енциклопедією — це найвідоміша дитяча книга Крюса.
За основу твору письменник використовував середньовічну легенду про доктора Фауста, який уклав угоду з дияволом, обмінявши свою безсмертну душу на безмежні знання і мирські задоволення.
Книга являє собою першу частину трилогії про Тіма Талера, куди входять також повісті «Ляльки Тіма Талера, або Продане людинолюбство» (1977) та «Неле, або Вундеркінд» (1986).

## Зміст

### Вступ
Дія повісті відбувається незабаром після Другої світової війни. Оповідач, від імені якого ведеться розповідь, знайомиться в друкарні Лейпцига з чоловіком середнього віку з дивно дзвінким дитячим сміхом. Вони спілкуються протягом декількох вечорів, і Тім Талер (так звати чоловіка) розповідає письменнику історію свого дитинства. Історія настільки цікава, що письменник вирішує записати і опублікувати її. Незабаром, при загадкових обставинах з'являється таємничий незнайомець із проханням не писати і не друкувати історію Тіма. Він пропонує за це великі гроші. Але цей рукопис дуже важливий для письменника, і він відхиляє всі пропозиції незнайомця.

### Історія Тіма Талера
Тім Талер — маленький хлопчик, який жив у 1920-ті роки, у великому місті Центральної Німеччини. Він втрачає обох батьків. Спочатку вмирає мати. Дуже скоро його батько знову одружується, і для Тіма настають важкі часи: мачуха нещадно використовує його, практично не піклуючись про його стан, а зведений брат Ервін постійно чіпляється до нього, зводить на нього наклепи і не дає спокійно робити уроки. Єдине, що скрашує Тіму життя і допомагає пережити будь-які біди — це його заразливий сміх та іподром, куди вони з батьком ходять щонеділі. Через важке сімейне становище Тім насилу доучується до п'ятого класу, коли від нещасного випадку на будівництві раптово гине його батько.
У день похорону Тім приходить на іподром, де знайомиться з багато одягненим паном у картатому костюмі, який називає себе бароном Томасом Трочем. Троч пропонує Тіму укласти дивну угоду: хлопчик здобуде здатність вигравати будь-яке парі, але в обмін на це Троч забирає у Тіма його щасливий сміх. При цьому, якщо Тім кому-небудь розповість про їхню угоду, то він назавжди втратить не тільки сміх, але й здатність вигравати. Тім погоджується на угоду, оскільки зі смертю батька йому стає все важче сміятися. Мачуха Тіма, дізнавшись про його дар, використовує його у своїх корисливих цілях — вони постійно ходять на іподром, і на якого б коня Тім не поставив гроші, він завжди виграє. В результаті раніше бідна сім'я починає розкошувати, але Тім щасливішим від цього не стає — нездатний тепер сміятися, він усім здається похмурим, через що люди, які його любили, починають думати, що він пишається своїм багатством і задирає носа.
Не витримавши всього цього, у свої 14 років, після закінчення початкової школи хлопець утікає з дому в нікуди, сподіваючись коли-небудь повернути свій сміх. Тім приймає таке рішення під впливом лялькової вистави «Липкохвіст» (за казкою братів Гримм «Золота гуска»). Спочатку він випробовує свій дар на міцність, укладаючи різні парі, тому що за однією з умов угоди, якщо Тім програє хоч раз парі, то сміх до нього повернеться. Однак, усе виявляється дуже складно: навіть найнеймовірніші парі дивним чином збуваються на користь Тіма. Так він укладає парі, що стане найбагатішою людиною у світі. І тут стає відомо, що Томас Троч помер, але заповідав увесь свій статок Тіму, а оскільки хлопчик ще неповнолітній, то його опікуном призначений брат-близнюк покійного — Тобіас Троч, який насправді виявляється не ким іншим, як самим Трочем.
Так Тім опиняється у повній владі барона і поступово дізнається про всю його сутність. Зокрема, з'ясовується, що барон купив сміх Тіма, тому що багатій, який вміє так дзвінко, по-дитячому сміятися, легко може заволодіти людськими душами і серцями, і, відповідно, наживатися на цьому. У якийсь момент Тім читає ім'я Троча (в оригіналі — Lefuet) навпаки і виявляє, що воно читається як «чорт» (нім. Teufel).
За допомогою друзів (рульового Джонні, пана Рікерта і Крешимира, який, як з'ясувалося, колись уже укладав угоду з Трочем) Тіму таки вдається знайти слабке місце в угоді та отримати назад свій сміх: він просто укладає парі на один гріш, що вміє сміятися, що в підсумку і відбувається. Джонні, Рікерту і Крешимиру повертається пароплавство, а Троч, який програв, стає самітником і починає цуратися і побоюватися людей.

### Персонажі
- Тім Талер — головний герой книги. Веселий, добрий і довірливий хлопчик.
- Барон Т. Троч — загадковий мільйонер, головний антагоніст повісті. Купив у Тіма його дзвінкий сміх, у Крешимира — добрі карі очі. На перевірку виявляється демоном Астаротом[2].
- Мачуха Тіма (ім'я невідоме). Недолюблювала Тіма.
- Ервін — зведений брат Тіма. Розпещений і вредний хлопчик з дуже блідим обличчям.
- Пані Бебер — булочниця, у якої мачуха й Ервін позичали гроші.
- Крістіан Рікерт — директор Гамбурзького пароплавства. Друг Тіма. Добродушна, весела людина.
- Пані Рікерт — мати Крістіана Рікерта. Дуже добра, сміхотлива і при цьому хитра старенька, «мила дитина вісімдесяти з гаком років».
- Крешимир — ще один друг головного героя. Родом із Хорватії. Служить стюардом на пароплаві «Дельфін» з пароплавства Рікерта. Колись по наївності продав барону Трочу свої добрі карі очі.
- Джонні — також друг Тіма Талера. Рульовий на тому ж кораблі «Дельфін».
- Салех-бей — діловий партнер барона Троча, родом із Месопотамії. Представник секти сонцепоклонників (в оригінальній повісті — секти єзидів, людей, що поклоняються дияволу).
- Грандіцці — демонічний діловий партнер Троча, італієць. Насправді є демоном Бегемотом.
- Сеньйор ван дер Толен — діловий партнер Троча, португалець з ротом, схожим на пащу акули.
- Містер Пенні — діловий партнер Троча, англієць.

## Підґрунтя
Для глибшої ілюстрації «диявольської» сутності барона Крюс використав техніку анаграми в написанні імені барона. У першоджерелі його ім'я німецькою мовою звучить як Lefuet, тобто Teufel у зворотному написанні, що в перекладі означає «диявол».
Книга містить також гостру критику суспільства капіталістичного споживання. Особливо гостро це вдається автору в описі соціального підйому мачухи Тіма і релігійного поклоніння перед наживою з боку барона. Найімовірніше, на межі цього проявляються «сатанинські» примхи барона, а також його поплічників, таких як демон Бегемот, замаскований під синьйора Грандіцці.
В романі є інший, прихований план: Крюс висвітлює тезу насильства над дітьми, малюючи психологічний профіль Тіма Талера, як дитини, над якою зробили зловживання. Крюс написав драму про хлопчика, якого сильна доросла людина робить слухняним.

## Адаптації
- Існує радіопередача з двох частин Курта Ветаке[de], що вийшла у видавництві «Zebra».
- У 1979 році роман був адаптований для телесеріалу «Тім Талер» із 13 частин. Головного героя зіграв Томас Орнер[de], барона Хорст Франк[de]. Серіал став першим із 16 різдвяних серіалів ZDF.
- У 1981 році в Радянському Союзі роман вийшов як художній фільм із двох частин під назвою «Проданий сміх».
- У 2002 році вийшов 26-серійний німецький мультсеріал «Тім Талер».
- У 2009 році режисерка Гражина Каніа[de] у Театрі на Паркуа[de] в Берліні зробила театральну адаптацію п'єси «Тім Талер, або Проданий сміх»[4][5].
- У 2017 році вийшов фільм «Тім Талер, або Проданий сміх» режисера Андреаса Дрезена[de], в головній ролі Арвед Фрізе[de], а також Юстус фон Дохнані[de] у ролі його антипода[6].

## Переклади українською
- Крюс Дж. Тім Талер, або Проданий сміх. Флорентіна. Мій прадідусь, герої і я: Повісті: Для мол. шк. віку / Пер. з нім.; (Передм. К. О. Шахової); Мал. І. К. Заруби. — К. : Веселка, 1991. — 522 с. — (Лауреати Міжнародної премії імені Г. К. Андерсена) — 100000 прим. — ISBN 5-301-01031-X, ББК 84.4Ф.
- Крюс Дж. Тім Талер, або проданий сміх / Пер. з нім. Юрій Лисняк; Мал. Надія Міцкевич. - К. : Час Майстрів, 2020. - 304 с. - 2000 прим. - ISBN: 9789669153203